# Lissonota babela
Lissonota babela là một loài tò vò trong họ Ichneumonidae.